# طيور بلا أجنحة (مسلسل)
طيور بلا أجنحة هو مسلسل درامي مصري، انتج في عام 1979، ومكون من سبع حلقات. المسلسل من تأليف الراحل منصور مكاوي، ومن تمثيل سميحة أيوب وعبد الله غيث وأنور إسماعيل ونادية السبع ومصطفى متولي وفاروق الفيشاوى ومحمد الشويحي وصبري عبد المنعم وفاطمة التابعي وتيسير فهمي وأحمد زكي وممثلين آخرين. ويعتبر المسلسل واحد من أفضل المسلسلات المصرية.
تلعب الإشاعة دورا خطير في مصائر البشر وفي إحدى القرى يتصارع اعيانها على الزواج من فتاة أكملت تعليمها كنوع من اثبات الذات ولكنها تهجر القرية إلى القاهرة وتعيش في بيت الطالبات وتكون القرية قد امتلأت بالشائعات حولها وبعد عذاب في سكنها تقرر العودة إلى القرية التي هدأت قليلا فتقرر مواجهة الشائعات ووضع حد لها.

## روابط خارجية
- طيور بلا أجنحة على موقع قاعدة بيانات الأفلام العربية